# Ghena Dimitrova
Gena Anastasija Mačeva Dimitrova (in bulgaro Гена Анастасия Мачева Димитрова?), nota in Italia come Ghena Dimitrova; Beglež, 6 maggio 1941 – Milano, 11 giugno 2005) è stata un soprano bulgaro naturalizzato italiano.

## Biografia

### Anni '40 - '60
Gena Dimitrova nasce a Beglež, piccolo centro rurale a 140 chilometri da Sofia situato nel sud-ovest della provincia di Pleven, dimostrando già da bambina un certo interesse per il canto.
Dopo aver cantato nel coro della chiesa del suo paese, dove si mette presto in luce grazie alla robustezza della voce, prende lezioni di canto private con Ivan Genkov, maestro del coro, in previsione di un'audizione per il Conservatorio di Sofia.
Dopo il diploma, il padre vuole indirizzarla agli studi di medicina, ma incoraggiata dalla sua passione per il canto e dagli amici, nel 1959 la Dimitrova si presenta alle audizioni per il Conservatorio con una canzone popolare, Hej Balcan ti roden naš, venendo subito ammessa Comincia a studiare da mezzosoprano con il baritono Hristo Brămbarov, passando dal secondo anno al registro di soprano. Per mantenersi agli studi si impiega come lavapiatti presso la mensa del Conservatorio, venendo derisa per questo dai compagni più abbienti.
Nel 1964, dopo essersi diplomata, per mantenersi comincia a insegnare canto, frequentando nel frattempo dei corsi di perfezionamento presso il Conservatorio.
Nel 1967 viene ingaggiata dall'Opera di Sofia come "soprano di convenienza", cantando in parti di comprimaria (Ines nel Trovatore, la Prima Dama nel Flauto magico, Mercédès nella Carmen).
Debutta ufficialmente il 27 dicembre 1967 nel ruolo di Abigaille nel Nabucco, accettando di sostituire con una settimana di preavviso due soprani che avevano rifiutato perché sfiniti da precedenti impegni.
Grazie al successo ottenuto, dal 1968 al 1970 la Dimitrova diventa un membro fisso dell'Opera di Sofia, esibendosi regolarmente in un repertorio basato su tre ruoli: Abigaille, Leonora nel Trovatore ed Emma nella Kovancina. Esiste di quel periodo una registrazione di Nabucco live del 28 maggio 1968, in cui l'intero cast, ad eccezione di Nicolaj Ghiaurov, canta in bulgaro.

### Anni '70 - '80
Il 24 maggio 1970, grazie alla sua interpretazione di Abigaille, vinse il IV Concorso Internazionale per Giovani Cantanti Lirici indetto dall'Opera di Sofia, ottenendo una borsa di studio che le consentì di trasferirsi a Milano, dove studiò alla scuola di perfezionamento del Teatro alla Scala, prendendo lezioni dai maestri Renato Pastorino, Enza Ferrari e Renata Corosio e dal celebre soprano Gina Cigna.
Nel biennio 1971-1972 cantò in tournée nei maggiori teatri francesi Leonora nella Forza del destino.
Sempre nel 1972, insieme al tenore Giuliano Bernardi, vinse il IV Concorso Internazionale per Cantanti "Toti Dal Monte" di Treviso interpretando Amelia nel Ballo in maschera: la visibilità ottenuta le schiuse le porte del Teatro Regio di Parma, dove cantò l'opera accanto a José Carreras e Piero Cappuccilli.
Tra il 1974 e il 1979 prese avvio la carriera internazionale della Dimitrova che si esibì nei maggiori teatri dell'America meridionale, Spagna, Italia, Russia, Germania, Austria (Wiener Staatsoper, Tosca, 1978), Cecoslovacchia e Ungheria.
Nel 1975 affrontò per la prima volta a Treviso l'impervio ruolo di Turandot, il suo cavallo di battaglia per eccellenza, che la cantante sosterrà senza problemi per oltre vent'anni, fino alle recite di addio a Tokyo del 2000.
Nel 1980 ottenne la consacrazione definitiva cantando con strepitoso successo Aida e La Gioconda all'Arena di Verona (quest'ultima con Luciano Pavarotti): l'Arena diventerà, fino al 2000, uno dei teatri dei suoi maggiori trionfi in una grande varietà di ruoli: Nabucco (1981, 1991, 1998, 2000), Macbeth (1982), Turandot (1983, 1988, 1991, 1995), Cavalleria rusticana (1993), Loreley (1993), Aida (Amneris) (1993, 1997), La forza del destino (2000).
Dal 1980 al 1983 cantò in tutta Europa, con particolare frequenza in Germania, Francia, Italia (Parma, Roma, Firenze e Napoli) e Bulgaria. Nel 1983 debuttò inoltre in Inghilterra con la Gioconda (Barbican Centre) e inaugurò con straordinario successo la stagione lirica della Scala con Turandot. Il teatro milanese sarà, come l'Arena di Verona, uno dei teatri dei suoi grandi successi: I Lombardi alla prima crociata (1984), Macbeth (1985), Aida (alternandosi come Aida e Amneris) (1985-86), Messa di requiem (1986), Nabucco (1986-87, 1988), Turandot in tournée (1988, 1989), Cavalleria rusticana (1988), Tosca (1989).
Nel biennio 1984-1985 cantò al Festival di Salisburgo e alla Staatsoper di Vienna nel Macbeth. Sempre nel 1984 debuttò con il Macbeth all'Opéra di Parigi e alla Royal Opera House di Londra con Turandot, sostituendo in quest'ultimo caso il soprano Gwyneth Jones.
Nel 1986 cantò la Messa di requiem di Verdi alla Royal Albert Hall in memoria delle vittime del terremoto del Messico, sviluppò la carriera negli Stati Uniti e in Canada, cantò il Macbeth in tournée in Grecia con la Royal Opera House e inaugurò nuovamente la stagione lirica della Scala col Nabucco.
Nel 1987 cantò a Houston, Norma a Napoli (accanto all'Adalgisa di Maria Dragoni diretta da Zoltán Peskó), Francoforte sul Meno e Parigi, sostituendo in quest'ultimo caso una collega indisposta nella Norma. Il 14 dicembre dello stesso anno debutta al Metropolitan Opera di New York con Turandot, una produzione che sarà confermata per diverse stagioni (1992, 1995, 1996); nel teatro newyorchese canterà anche La Gioconda (1990), Cavalleria rusticana (1988, 1997), Tosca (1992, 1994), La fanciulla del West (1993), Aida (Amneris) (1994) e nel concerto di gala per i 25 anni di carriera del maestro James Levine (1996).

### Anni '90 - 2000
La carriera della Dimitrova continua brillantemente nel corso degli anni '90, grazie anche ad un'eccezionale longevità vocale, che le consente di continuare a cantare senza problemi tutte le opere del suo repertorio, anche le più massacranti (Turandot, Nabucco, Gioconda, Forza del destino, Ballo in maschera, Tosca).
All'inizio degli anni 2000, a causa della crescente stanchezza, comincia a diradare l'attività. Si è ritirata dalle scene il 1º settembre 2001, dopo aver interpretato Amneris al Festival di Gelsenkirchen ed essersi esibita al Pavarotti & Friends.
Il 17 gennaio 2003, dopo oltre un anno di inattività, ha accettato di cantare in un concerto a Montecarlo (dove esegue arie da Cavalleria rusticana, Mefistofele e Adriana Lecouvreur), ritirandosi in seguito in modo definitivo: da quel momento si è dedicata all'insegnamento, tenendo dei corsi di perfezionamento (master classes) in vari Conservatori europei, in particolare in quello di Sofia, avendo tra le sue migliori allieve il soprano Elena Baramova.
Gena Dimitrova è deceduta in una clinica di Milano l'11 giugno 2005, all'età di 64 anni, a causa di un tumore al pancreas.
È sepolta insieme al marito Giorgio (1941-1991) al Cimitero Centrale di Sofia.
Il governo bulgaro ha stanziato fondi per creare una scuola di canto in suo onore. A Pleven è stato creato un museo dedicato alla sua memoria.

## Vocalità e personalità interpretativa
Dotata di una voce di soprano drammatico dal timbro tagliente, corposa, di straordinaria potenza ed estensione (dal fa diesis grave al re bemolle sovracuto) e sorretta da un'eccellente preparazione tecnica, la Dimitrova si è distinta per la capacità di alleggerire la voce in pianissimi eterei ed eseguire le agilità con scorrevolezza, imponendosi come una delle maggiori interpreti del repertorio lirico-drammatico dell'Ottocento grazie anche all'aderenza del fraseggio.
Nonostante il repertorio impegnativo, nel corso degli anni la Dimitrova ha subito un declino vocale modesto (evidente dalla seconda metà degli anni '90) consistente in una leggera perdita di stabilità degli acuti e di armonici.
Come attrice possedeva presenza scenica, senso della misura e forte temperamento drammatico.
Rodolfo Celletti l'ha definita "uno dei più ragguardevoli soprani del nostro tempo".

## Repertorio

### Operistico
| Ruolo                      | Titolo                         | Autore     |
| -------------------------- | ------------------------------ | ---------- |
| Norma                      | Norma                          | Bellini    |
| Mercedes                   | Carmen                         | Bizet      |
| Jaroslavna                 | Il principe Igor               | Borodin    |
| Loreley                    | Loreley                        | Catalani   |
| Maša                       | Pikovaja dama                  | Čajkovskij |
| Maddalena di Coigny        | Andrea Chénier                 | Giordano   |
| Santuzza                   | Cavalleria rusticana           | Mascagni   |
| Emma                       | Chovanščina                    | Musorgskij |
| Erste Dame                 | Die Zauberflote                | Mozart     |
| Gioconda                   | La Gioconda                    | Ponchielli |
| Manon Lescaut              | Manon Lescaut                  | Puccini    |
| Floria Tosca               | Tosca                          | Puccini    |
| Minnie                     | La fanciulla del West          | Puccini    |
| Turandot                   | Turandot                       | Puccini    |
| Leonora                    | Oberto, Conte di San Bonifacio | Verdi      |
| Abigaille                  | Nabucco                        | Verdi      |
| Giselda                    | I Lombardi alla prima crociata | Verdi      |
| Elvira                     | Ernani                         | Verdi      |
| Odabella                   | Attila                         | Verdi      |
| Lady Macbeth               | Macbeth                        | Verdi      |
| Amalia                     | I masnadieri                   | Verdi      |
| Leonora Ines               | Il trovatore                   | Verdi      |
| Amelia Grimaldi            | Simon Boccanegra               | Verdi      |
| Amelia                     | Un ballo in maschera           | Verdi      |
| Leonora di Vargas          | La forza del destino           | Verdi      |
| Elisabetta di Valois Eboli | Don Carlo                      | Verdi      |
| Aida Amneris               | Aida                           | Verdi      |
| Desdemona                  | Otello                         | Verdi      |

### Sinfonico
| Ruolo                | Titolo               | Autore     |
| -------------------- | -------------------- | ---------- |
| Soprano              | La mort de Cléopatre | Berlioz    |
| Soprano              | Sinfonia nº 14       | Šostakovič |
| Soprano Mezzosoprano | Messa di requiem     | Verdi      |

## Curiosità
- È il soprano che detiene il record di maggiori recite di Tosca[5] e Nabucco, quest'ultimo cantato ininterrottamente per 33 anni consecutivi (1967-2000).
- Oltre al bulgaro, parlava correntemente l'italiano ed un discreto francese.

## Premi
- IV Concorso Internazionale per Giovani Cantanti Lirici (Sofia, 24-5-1970)
- IV Concorso Internazionale per Cantanti "Toti Dal Monte" (Teatro Comunale, Treviso, 1972)
- Premio Internazionale "Giovanni Zenatello" (Arena di Verona, 1981)
- Premio Internazionale "Luigi Illica" (Castel Arquato, 1985)
- Verdi d'Oro (Busseto, 27-7-1987)
- 1º Premio per Turandot (Metropolitan Opera, 1987)
- XIX Premio Puccini (Torre del Lago, 27-11-1989)
- Premio internazionale d'Arte e Cultura "Omaggio a Cilea" (Teatro Francesco Cilea, Reggio Calabria, 19-12-1993)
- Premio internazionale "Carlo Alberto Capelli" (1996)

## Discografia

### Incisioni in studio
| Anno | Opera                          | Cast                                                                            | Direttore         | Etichetta           |
| ---- | ------------------------------ | ------------------------------------------------------------------------------- | ----------------- | ------------------- |
| 1982 | Nabucco                        | Piero Cappuccilli, Plácido Domingo, Evgenij Nesterenko, Lucia Valentini Terrani | Giuseppe Sinopoli | Deutsche Grammophon |
| 1983 | Oberto, Conte di San Bonifacio | Ruža Baldani, Alison Browner, Carlo Bergonzi, Rolando Panerai                   | Lamberto Gardelli | Orfeo               |
| 1984 | Opera arias (Verdi)            | Ghena Dimitrova                                                                 | Lamberto Gardelli | EMI Classics        |
| 1986 | Aida (Amneris)                 | Maria Chiara, Luciano Pavarotti, Leo Nucci, Paata Burchuladze                   | Lorin Maazel      | Decca Records       |
| 1986 | Opera arias (Puccini)          | Ghena Dimitrova                                                                 | Anton Guadagno    | EMI Classics        |
| 1987 | Tchaikovsky arias              | Ghena Dimitrova                                                                 | Zoltan Pesko      | CBS Records         |

### Dal vivo
- Aida (Aida): Teatro Pérez Galdós (Las Palmas) (1974) - Arena di Verona (1980) – Bayerische Staatsoper (1981) – Teatro Arriaga (Bilbao) (1982) – Palais omnisports de Paris-Bercy (1984) – Teatro Arriaga (Bilbao) (1987)
- Aida (Amneris): Teatro alla Scala (1985) – Teatro dell'Opera (1993) – Metropolitan Opera (1994) – Opéra-Théâtre d'Avignon (1995)
- Andrea Chénier: Wiener Staatsoper (1988) - Genova (1991)
- Attila: Gran Teatre del Liceu (1984) – Sofia (1984)
- Un ballo in maschera: Teatro Regio (1972) – Gran Teatre del Liceu (1975) – Bayerische Staatsoper (1980)
- Cavalleria rusticana: Palm Beach Opera (Miami) (1986) – Teatro alla Scala (1988) – Metropolitan Opera (1988) – Royal Opera House (1989) - Teatro Verdi Salerno (1998) - Palermo (1995)
- Don Carlos: Teatro Colón (1978) – Losanna (1979) – Opéra de Marseille (1980) – Teatro Regio (1982) – Teatro San Carlo (1984)
- Ernani: Opéra de Marseille (1976) – Teatro Pérez Galdós (Las Palmas) (1979) – Dallas (1981) – Linzer Landestheater (Linz) (1988)
- La fanciulla del West: Teatro Comunale (1974) – Deutsche Oper Berlin (1982) – Metropolitan Opera (1993)
- La forza del destino: Théâtre National (1972) – Teatro dell'Opera (1982) – Teatro San Carlo (1992) - Teatro San Carlo Napoli (1983)- Arena di Verona (2000)
- La Gioconda: Opéra de Nice (1977) – Arena di Verona (1980) – Barbican Centre (1983) – Carnegie Hall (1986) – Teatro Comunale (1986) – Civic Opera House 1987) – Metropolitan Opera (1990) - Opera di Roma (1992) - Genova (1998) - New York  (1986)
- I Lombardi alla prima crociata: Teatro alla Scala (1984) - Vancouver (1986)
- Loreley: Arena di Verona (1993)
- Macbeth: Arena di Verona (1982) – Festival di Salisburgo (1984) – Palais Garnier (1984) – Teatro San Carlo (1984) – Pittsburgh (1986) – Teatro dell'Opera (1987) - Atene (1995 e 1997) - (Marseille 1988)
- I masnadieri: Opéra national de Lorraine (1980)
- Nabucco: Teatro Pérez Galdós (Las Palmas) (1978) – Düsseldorf (1980) - Arena di Verona (1981, 1991, 1998) – Carnegie Hall (1984) – Teatro alla Scala (1986) - Ravenna (1979) - Catania (1997) - Taormina (1990) - Orange (1989)
- Norma: Rouen (1982) – Sofia (1983) – Teatro San Carlo (1987) – Palais Garnier (1987) – Thessaloniki (1989)
- Simon Boccanegra: Teatro la Fenice (1981) – Avignon (1983)
- Tosca: Wiener Staatsoper (1985) – Teatro alla Scala (1989) – Metropolitan Opera (1994)  - Teatro di San Carlo Napoli (1995) - Teatro Giuseppe Verdi San Severo (1992)
- Il trovatore: Teatro Municipal (1979) – Wiener Staatsoper (1983) - Lugo di Romagna (1986)
- Turandot: Teatro Colón (1977) – Arena di Verona (1983) – Teatro alla Scala (1983) – Teatro San Carlo (1985) – Sofia (1985) – Bayerische Staatsoper (1987) – Metropolitan Opera (1988) – Teatro Margherita (1989) – Wiener Staatsoper (1990) – Teatro Pérez Galdós (Las Palmas) (1991) – Terme di Caracalla (1991) – Metropolitan Opera (1996) Thessaloniki (1995) - Macerata (1986)
- Concerto verdiano (2000)

## Videografia
| Anno | Opera                          | Cast                                                              | Direttore            | Registrazione                 | Etichetta    |
| ---- | ------------------------------ | ----------------------------------------------------------------- | -------------------- | ----------------------------- | ------------ |
| 1981 | Nabucco                        | Renato Bruson, Ottavio Garaventa, Dimiter Petkov, Bruna Baglioni  | Maurizio Arena       | Arena di Verona               | Warner Music |
| 1983 | Turandot                       | Nicola Martinucci, Cecilia Gasdia, Ivo Vinco                      | Maurizio Arena       | Arena di Verona               | Warner Music |
| 1984 | I Lombardi alla prima crociata | José Carreras, Silvano Carroli, Luisa Vannini, Carlo Bini         | Gianandrea Gavazzeni | Teatro alla Scala, 24 aprile  | Warner Music |
| 1985 | Aida (Amneris)                 | Maria Chiara, Luciano Pavarotti, Juan Pons, Nicolaj Ghiaurov      | Lorin Maazel         | Teatro alla Scala, 7 dicembre | Arthaus      |
| 1986 | Nabucco                        | Renato Bruson, Bruno Beccaria, Paata Burchuladze, Raquel Pierotti | Riccardo Muti        | Teatro alla Scala, 7 dicembre | Warner Music |